# Twinwood Festival
Twinwood Festival er en årlig vintage musik- og dansefestival, der afholdes over tre dage i forbindelse med bankfridagen i august, hvilket er den sidste mandag i måneden, på Twinwood Arena i Clapham i Bedfordshire, England.

## Historie
Twinwood Festival afholdes på den tidligere RAF Twinwood Farm Airfield i Clapham, Bedfordshire, England. Glenn Miller og hans ÅF band optrådte udendørs på RAF Twinwood den 27. august 1944. Scenen var en trailer og publikum bestod af personel fra RAF, der arbejdede på RAF Twinwood. Senere samme år, den 15. december, forsvandt Miller under en flyvning med en Norseman-flyvemaskine.
Efter anden verdenskrig blev RAF Twinwood nedlagt, og stedet stod stort set urørt. I 1989 blev firmaet Twinwood Events etableret, og og en restaurering af Twinwood Control Tower blev påbegyndt. Her åbnede Glenn Miller Museum. I 2002 blev der afholdt en hyldestkoncert til Glenn Miller for at mærkere færdiggørelsen af renoveringen. Koncerten fik stor succes, hvilket fik startet festivalen under navnet Glenn Miller Festival.
Siden 2002 er festivalen vokset betydeligt. I 2007 blev navnet ændre ttil det nuværende Twinwood Festival for at afspejle den bredere genre af musik, der blev opført på festivalen. Balndt de grupper, der har optrådt på festivalen er The John Miller Orchestra, The Glenn Miller Orchestra, The Syd Lawrence Orchestra, Chris Smith and his String of Pearls Orchestra, King Pleasure and the Biscuit Boys, The Jive Aces, Blue Harlem, Bill Baker's Big Band Sticky Wicket and His Swing Band, The Kings Cross Hot Club, The RCA band, the Mike Sanchez band, og Max Raabe med Palast Orchester.
I 2008 havde festivalen fire scener, med hver deres trædansegulv foran. I 2010 blev der tilføjet yderligere et dansegulv.